# Mārtiņš Rubenis
Mārtiņš Rubenis (Riga, 26 de setembro de 1978) é um piloto de luge letão. Em 2006 ele conquistou a medalha de bronze nos Jogos Olímpicos realizados em Turim, sendo esta a única medalha conquistada pela Letônia nesta edição dos jogos.